# Savignac-de-Nontron
 Savignac-de-Nontron  (en occitano Savinhac de Nontronh) es una población y comuna francesa, situada en la región de Aquitania, departamento de Dordoña, en el distrito de Nontron y cantón de Nontron.

## Demografía
| 242 | 205 | 191 | 174 | 189 | 187 |
| Para los censos de 1962 a 1999 la población legal corresponde a la población sin duplicidades (Fuente: INSEE [Consultar]) |     |     |     |     |     |